# Маммиллярия парноколючковая
Маммиллярия парноколючковая (лат. Mammillaria geminispina) — кактус из рода Маммиллярия. Широко и давно известный вид Маммиллярии как в природе, так и в домашних условиях. Впервые обнаружен более 170 лет тому назад.

## Описание
Стебель коротко-цилиндрический, достигает в высоту максимум до 20 см, в диаметре около 8 см. Кактус образует обширные колонии, которые похожи на белые подушечки. Эпидермис светло-зелёный. Аксилы с белым пухом.
Центральных колючек 2-6. Они вертикальные, прямые, белые, до 4 см в длину. Радиальных колючек примерно от 15 до 20; игольчатые, белые, длиной до 7 мм.
Цветок размером до 2 см цветом от тёмно-розового до тёмно-красного оттенка, с более тёмными внутренними прожилками. Плоды тёмно-красные. Семена коричневые.

## Распространение
Произрастает на известняковых скалах в мексиканских штатах Идальго (в долине Барранка-де-Венадос), Сан-Луис-Потоси и Керетаро.

## Синонимы
- Mammillaria elegans A. P. de Candolle 1828
- Mammillaria leucocentra Berg 1840
- Mammillaria nobilis Pfeiff. 1840
- Mammillaria geminispina var. nivea Borg 1951
- Mammillaria geminispina var. brevispina (Hildm.) Backeb. 1961
- Mammillaria geminispina var. nobilis (Pfeiff.) Backeb. 1961
- Mammillaria albata Reppenhagen 1987
- Mammillaria geminispina subsp. leucocentra (Berg) D. R. Hunt 1997
- Mammillaria geminispina var. tetracantha Lem.
- Mammillaria albata var. longispina
- Mammillaria albata var. sanciro

## Разновидности
Известны две разновидности:
- Mammillaria geminispina subsp. geminispina — данная разновидность имеет только две центральные колючки, которые у каждого растения имеют различный размер от 7 до 15 мм.
- Mammillaria geminispina subsp. leucocentra — данная разновидность имеет радиальные колючки, которые густо переплетены между собой; они более тонкие, чем центральные. Центральных колючек около 6, длиной до 12 мм.